# Норвегія на літніх Олімпійських іграх 1960
Норвегія на літніх Олімпійських іграх 1960 року в Римі (Італія) була представлена 40 спортсменами (39 чоловіків та 1 жінка), які змагались у 39 дисциплінах 11 видів спорту.
Наймолодшим серед спортсменів була легкоатлетка Унн Торвальдсен (17 років 208 днів), найстарішим — яхтсмен Ейвінд Крістенсен (60 років 324 дні).

## Медалі
| Медаль | Спортсмен                            | Вид спорту       | Дисципліна                                   |
| ------ | ------------------------------------ | ---------------- | -------------------------------------------- |
| Золото | Бйорн Бергваль Педер Лунде, молодший | Вітрильний спорт | клас «Летючий голандець», двомісний швертбот |